# Alessandro Caprara
Pour les articles homonymes, voir Caprara.
Alessandro Caprara (né le 27 septembre 1626 à Bologne en Émilie et mort le 9 juillet 1711  à Rome) est un cardinal italien du XVIIIe siècle. Il est un parent du cardinal Urbano Sacchetti (1681).

## Biographie
Alessandro Caprara exerce des fonctions au sein de la Curie romaine, notamment au tribunal suprême de la Signature apostolique et comme (grand-) pénitentiaire, à la Chambre apostolique et à la Rote romaine. Il est nommé grand-pénitentiaire en 1696.
Le pape Clément XI le crée cardinal lors du consistoire du 17 mai 1706. 

### Sources
- Fiche du cardinal sur le site de la FIU